# 林暐
林暐（英語：Dan Lin，1973年4月8日—）是一名在台灣出生的台裔美國電影製片人。他于2008年1月組建了林氏電影公司（Lin Pictures），并擔任該公司的首席執行官。同年九月，林暐榮膺《名利場》“十大值得關注製片人”稱號。 林暐目前是亞太娛樂聯盟（Coalition of Asian Pacifics in Entertainment）的董事會成員，同時也是美國製片人工會和美籍亞裔媒體中心的導師。

## 早年生活
林暐出生於台灣台北市，是一名國際食品工業公司高階管理者的兒子。因為他的父親曾在香港工作，他5歲前在香港生活，5歲時移民美國。
1994年林暐畢業於賓夕法尼亞大學沃頓商學院；1999年獲得哈佛商學院工商管理碩士學位。
林暐和台灣嘻哈組合麻吉中的歌手黃立行、黃立成是表兄弟。

## 監製作品
- 《魔鬼終結者：未來救贖》（2009年）：執行製片人
- 《神通魔法石（英语：Shorts (2009 film)）》（2009年）：執行製片
- 《謊言的誕生（英语：The Invention of Lying）》（2009年）：製片人
- 《百萬殺人實驗（英语：The Box (2009 film)）》（2009年）：製片人
- 《福爾摩斯》（2009年）：製片人
- 《福爾摩斯：詭影遊戲》（2011年）：製片人
- 《風雲男人幫》（2013年）：製片人
- 《樂高玩電影》（2014年）：製片人
- 《自殺突擊隊》（2016年）：製片人
- 《樂高蝙蝠俠電影》（2017年）：製片人
- 《死亡筆記本》（2017年）：製片人
- 《牠》（2017年）：製片人
- 《樂高旋風忍者電影》（2017年）：製片人
- 《樂高玩電影2》（2019年）：製片人
- 《阿拉丁》（2019年）：製片人
- 《哥吉拉 II 怪獸之王》（2019年）：執行製片人
- 《牠：第二章》（2019年）：製片人
- 《教宗的承繼》（2019年）：製片人
- 《哥吉拉大戰金剛》（2021年）：執行製片人
- 《星際寶貝：史迪奇》（2025年）：製片人

## 外部連結
- 林暐在互联网电影资料库（IMDb）上的資料（英文）（英文）